# کریستین فرنک
کریستین فرنک (آلمانی: Christine Ferneck؛ زادهٔ ۲۹ آوریل ۱۹۶۸) بازیکن هاکی روی چمن اهل آلمان است.
وی در مسابقات کشوری و بین‌المللی در مجموع برندهٔ ۱ مدال نقره شده‌است.